# 1521 az irodalomban
Az 1521. év az irodalomban.

## Új művek
- Marko Marulić elbeszélő költeménye: Judita. A horvát irodalom "atyjá"-nak tartott szerző 1501-ben írt munkájának első kiadása.
- Niccolò Machiavelli értekezése: Dell'arte della guerra (A háború művészete).
- John Skelton költeménye: Speak, Parrot (Beszélj, papagáj!).[1]
- Philipp Melanchthon: Loci communes rerum theologicarum (A teológia alapfogalmai).
- Werbőczy István mecénásként kiadja Hyeronimus Balbi pozsonyi prépost wormsi birodalmi gyűlésben mondott beszédét, továbbá finanszírozza Ambrosius Catharinus sienai jogtanár hitvédelmének bécsi publikációját.[2]

## Születések
- 1521 körül – Pontus de Tyard francia költő, a Pléiade-csoport tagja († 1605 körül)

## Halálozások
- május 10. – Sebastian Brant (vagy Brandt) német humanista, szatíraíró (* 1457)